# Lind (Rentweinsdorf)
Lind ([lɪnt] ) ist ein Gemeindeteil der Gemeinde Rentweinsdorf im unterfränkischen Landkreis Haßberge in Bayern.

## Geografie
Das Dorf liegt im östlichen Teil des Landkreises im Baunachgrund. Gemeindeverbindungsstraßen führen nach Rentweinsdorf, Treinfeld und Ebern. An dem Ort befindet sich die Bahnstrecke Breitengüßbach–Ebern.

## Geschichte
Der Ortsname bedeutet bei der Linde. Die Erstnennung war indirekt 1199, als Konrad von Lind als Zeuge in einer Urkunde des Präpositus der Kirche von Würzburg erwähnt wurde. 1231 verkaufte Ludwig von Raueneck seine Güter in „Linthe“ der Kirche von Würzburg und erhielt sie als Lehen zurück. Die nächste Nennung folgte 1232 in der Teilungsurkunde des Würzburger Bischofs Hermann, in der Ebern von der Pfarrei Pfarrweisach getrennt wurde und unter anderem „Linthe“ zur Pfarrei Ebern kam. 1373 erhielten Apel und Eberhard Fuchs vier Teile des Zehnt in „Linde“ und 1446 Hans von Lichtenstein dreiviertel am Zehnt zu „Linth“. Im Verlauf des Dreißigjährigen Kriegs war das Dorf ausgestorben.
Im Jahr 1862 wurde die Ruralgemeinde Losbergsgereuth in das neu geschaffene bayerische Bezirksamt Ebern eingegliedert. Die Gemeinde bestand aus drei Orten, dem Hauptort Losbergsgereuth und zwei Weilern, dem 2,5 Kilometer entfernten Lind und dem 2,0 Kilometer entfernten Ottneuses. Die Gemeinde Losbergsgereuth zählte im Jahr 1871 154 Einwohner, von denen 76 Katholiken und 78 Protestanten waren, und 34 Wohngebäude. Lind hatte 41 Einwohner, die überwiegenden Protestanten gehörten zur 1,0 Kilometer entfernten Pfarrgemeinde Rentweinsdorf, wo sich auch die Bekenntnisschule befand. Im Jahr 1900 zählte der Ort 40 Einwohner und 9 Wohngebäude. 1925 lebten in der 391,97 Hektar großen Gemeinde Losbergsgereuth 123 Personen, von denen 76 evangelisch waren, in 23 Wohngebäuden. Der Weiler Lind hatte 37 Einwohner und 6 Wohngebäude.
1950 zählte Lind 58 Einwohner und 8 Wohngebäude. Die Katholiken gehörten zur Pfarrei Ebern. 1970 waren es 92 und 1987 98 Einwohner sowie 22 Wohngebäude mit 31 Wohnungen. Am 1. April 1971 war die Eingliederung Linds als Teil der Gemeinde Losbergsgereuth in die Gemeinde Rentweinsdorf. Am 1. Juli 1972 folgte im Rahmen der Gebietsreform die Auflösung des Landkreises Ebern und Lind kam mit Rentweinsdorf zum neuen Haßbergkreis.